# Kölen (stjärnbild)
För andra betydelser, se  Kölen.
Kölen (Carina på latin) är en stjärnbild på södra stjärnhimlen. Stjärnbilden är en av de 88 moderna stjärnbilderna som erkänns av den internationella astronomiska unionen.
I Kölen finns stjärnan Canopus som näst solen och Sirius är den ljusstarkaste stjärna vi kan se från jorden. I stjärnbilden ligger Eta Carinae som troligen är en av vintergatans största stjärnor.

## Historik
Den var tidigare en del av den stora stjärnbilden Skeppet Argo, som delades upp i tre delar på 1700-talet.

## Stjärnor

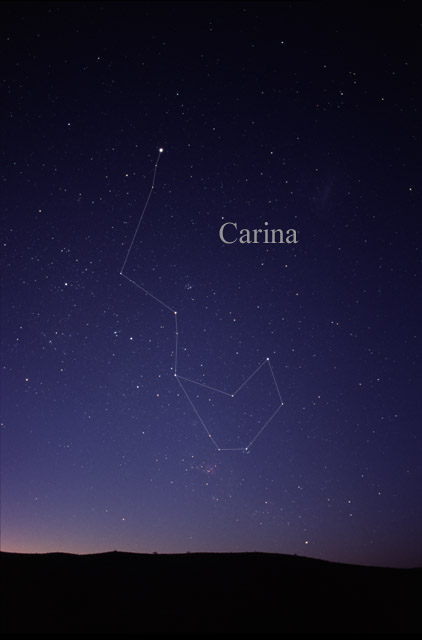
Stjärnbilden Kölen (Carina) som den kan ses med blotta ögat.

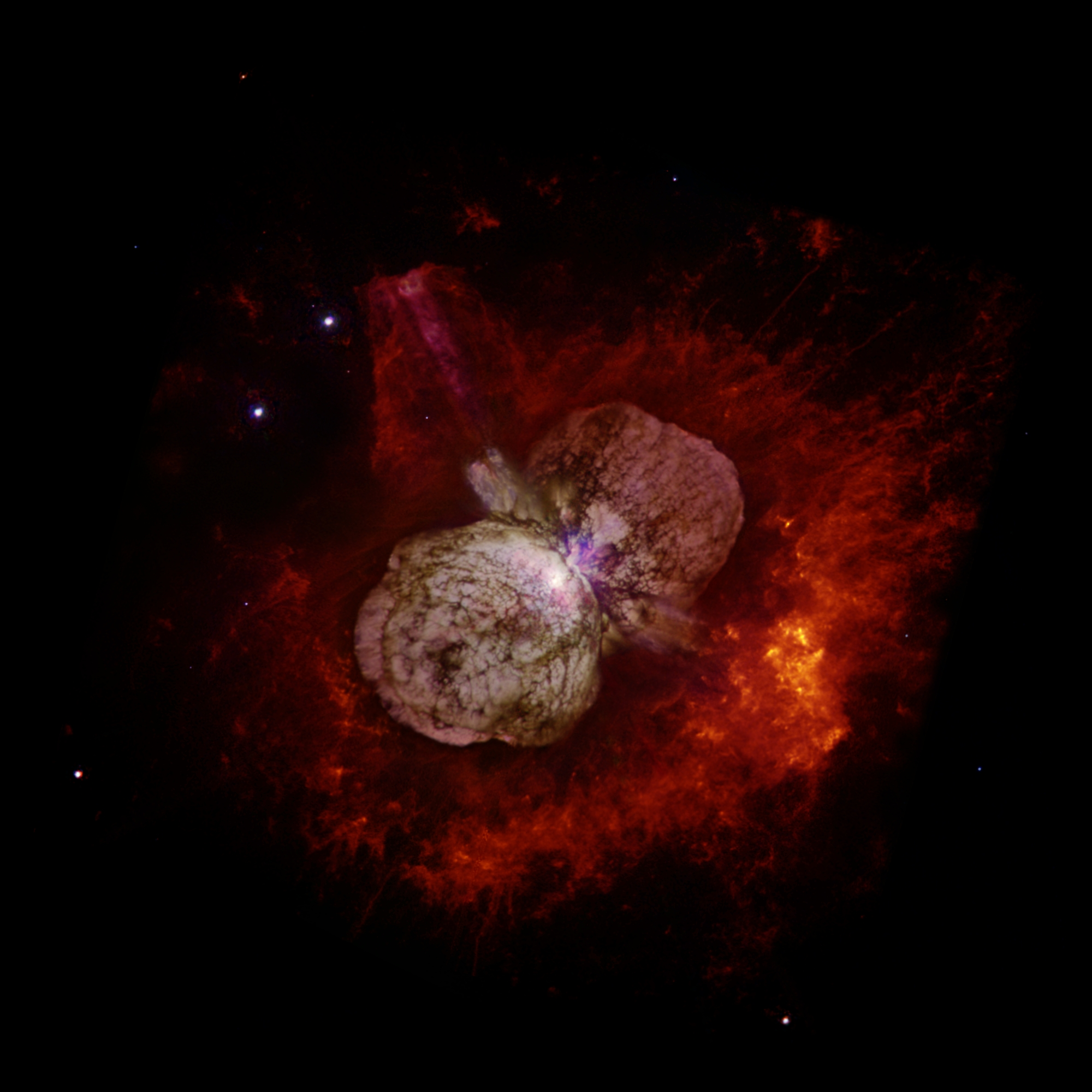
Eta Carinae fotograferad av Hubbleteleskopet.

Kölen innehåller en av stjärnhimlens ljusstarkaste stjärnor och är även i övrigt en stjärnbild som syns. Den har sin östra ände nerbäddad i Vintergatans stjärnprakt.
- α - Canopus (Alfa Carinae) är den näst starkaste stjärnan på natthimlen med magnitud -0,72. Den kan inte ses från Sveriges horisont. Den är också känd under namnen Suhail, Soheil, Süheyl, Suhel och Suhayl. I Kina har Canopus kallats “Den gamle mannen”.
- η - Eta Carinae är ett stjärnsystem som består av minst två stjärnor, belägna mellan 7500 och 8500 ljusår från Jorden. Stjärnan har spektralklass WR pe och betecknas som en luminiös blå variabel och har varierat rejält i ljusstyrka över århundradena. Den förväntas explodera som supernova eller hypernova någon gång inom de närmaste tiotals miljonerna år. Eta Carinae är förmodligen det mest massiva stjärnsystem som astronomerna hittat, med en total massa på åtminstone 100 solmassor
- β - Beta Carinae (Miaplacidus) är den näst starkaste stjärnan i Kölen och den 29:e totalt på natthimlen, med magnitud 1,67. Miaplacidus betyder ”lugnt vatten” vilket är en kombination av det arabiska ordet för vatten, ”miyāh” och det latinska ordet för lugn, ”placidus”.
- ε - Epsilon Carinae (Avior) är en dubbelstjärna med magnitud 1,86.
- ι - Jota Carinae (Aspidiske) har magnitud 2,21. Den kallas också Turais och Scutulum. Alla tre egennamnen är diminutiver av ordet “sköld”, på grekiska, arabiska respektive latin.
- θ - Theta Carinae är en blåvit dvärgstjärna i huvudserien med magnitud 2,74. Den är huvudstjärnan i en öppen stjärnhop som heter IC 2602.
- υ - Ypsilon Carinae är en dubbelstjärna där komponenterna har magnitud 3,01 och 6,62.
- ω - Omega Carinae är en blåvit jätte med magnitud 3,29.

### Stjärnor iHenry Draperkatalogen
| - HD 73389, dubbelstjärna - HD 76728 - HD 77370 - HD 79447, blåvit jätte - HD 80230, röd jätte - HD 81101, gul jätte - HD 83183, blåvit jätte | - HD 83944 - HD 84810, variabel gul superjätte - HD 91942, orange jätte - HD 92063, orange jätte - HD 92397, dubbelstjärna med orange jätte |

## Djuprymdsobjekt

Eta Carinae-nebulosan fotograferad av Very Large Telescope.

Vintergatan löper genom stjärnbilden varför det finns gott om öppna stjärnhopar, men också andra objekt

### Stjärnhopar
- NGC 2516 (Caldwell 96) är en öppen stjärnhop.
- IC 2602 (Theta Carinae-hopen, Caldwell 102) har fått sitt namn av huvudstjärnan med magnitud 2,74. Den öppna stjärnhopen kallas också Södra Plejaderna för att den liknar Plejaderna i Oxens stjärnbild.
- NGC 2808 är en klotformig stjärnhop.
- NGC 3114 är en öppen stjärnhop av magnitud 4,2.
- NGC 3532 (Caldwell 91) är en öppen stjärnhop med ungefär 150 stjärnor.
- NGC 3603 är en öppen stjärnhop.
- Westerlund 2 är en stjärnhop av magnitud 15.

### Nebulosor
- NGC 2867 (Caldwell 90) är en planetarisk nebulosa.
- Eta Carinae-nebulosan (NGC 3372, Caldwell 92) är en planetarisk nebulosa. Den tillhör de största nebulosor som astronomerna känner till. Den är fyra gånger så stor som Orionnebulosan och har magnitud 1,0.